# Понтекорво Бруно Максимович
Бру́но Макси́мович Понтеко́рво (італ. Bruno Pontecorvo, 22 серпня 1913, Піза — 24 вересня 1993, Дубна) — італійський та радянський фізик-ядерник, видатний дослідник нейтрино. Переконаний комуніст, він в 1950 році втік до СРСР, де продовжив дослідження нейтрино.
За походженням італійський єврей. Після закінчення Римського університету в 1933 працював там же у групі Енріко Фермі, потім в Інституті радію. У 1940—1950 роках працював в науково-дослідних установах Франції, США, Канади, Англії.
1950 року переїхав до СРСР. У 1950—1956 роках працював в Інституті ядерних проблем АН СРСР, з 1956 — в Об'єднаному інституті ядерних досліджень.
Основні наукові праці — з питань сповільнення нейтронів і захоплення їх атомними ядрами, ядерної ізомерії, фізики слабких взаємодій, фізики нейтрино, астрофізики. Запропонував метод нейтронного каротажу для розвідки нафтоносних районів, указав на метод експериментального доведення, що нейтрино за своїми властивостями не тотожне антинейтрино. Провів дослідження ролі нейтрино в процесах еволюції зірок. Нагороджений двома орденами Леніна, іншими орденами, медалями. Державна премія СРСР, 1954; Ленінська премія, 1963.
За рік до його смерті, в 1992 році, він взяв участь у засіданні вчених в Ettore Majorana Foundation and Centre for Scientific Culture в Ериче. Там він висловив розчарування і жаль переїзду в СРСР.